# Judith Hollander
Judith Madeleine Hollander, född 1 november 1944 i Solna församling, är en svensk regissör och manusförfattare.
Hollander, som är dotter till direktör Fritz Hollander och filosofie kandidat Camilla Ettlinger, studerade vid École des Arts décoratifs i Grenoble 1964, blev filosofie kandidat 1970 och utexaminerades från Dramatiska Institutet 1972. Hon ägnade sig åt pedagogisk barn- och ungdomsteater 1966–1970 och drev Pistolteatern 1972–1974. Hon har frilansat vid flera teatrar, TV-teatern och Sveriges Radio. Tillsammans med sin make Ove Säverman utgav hon 1987 deckaren Styckjunkarmordet.
Hollander har regisserat föreställningar i både Sverige, Norge och Finland, på både stadsteatrar, länsteatrar och med Riksteatern. Hon har framför allt varit verksam inom de fria teatrarna. Under många år samarbetade hon med Kim Anderzon.
Många av de filmer och föreställningar Hollander regisserat har blivit omtalade, till exempel
- Pistolteaterns uppsättning av Lysistrate 1972-1972[5]
- TV-serien Tjejerna gör uppror i tre delar, från 1977 inspirerad av den norska boken med samma namn skriven av Frøydis Guldahl, med manus och regi av Hollander.[6]  Den handlar om fyra högstadietjejer och är fylld av feministisk kampanda.[7]
- Barnfilmen Det stora barnkalaset från 1981. Hollander regisserade och skrev manuset i samarbete med Barbro Lindgren. Filmen behandlar motsättningar mellan generationer och kan betraktas som ett försvarstal för barns rätt till sina känslor och för en ickeauktoritär föräldraroll.[7]
- Änglasug med premiär 1989 på Mosebacke; ett erotisk stycke fritt efter Alberto Moravia med Kim Anderzon.[4]
- Vivagina som Kim Anderzon spelade under flera år i regi av Hollander. Premiären var 1997 på Mosebacke etablissement.[8]

## Filmografi (urval)
Regi
- 1977 – Tjejerna gör uppror (TV-serie)
- 1978 – Kvinnoborgen
- 1981 – Det stora barnkalaset
- 1986 – Min pappa är Tarzan
- 1991 – Midsommar

Manus
- 1977 – Tjejerna gör uppror (TV-serie)
- 1981 – Det stora barnkalaset
- 1986 – Min pappa är Tarzan
- 1991 – Midsommar
- 2008 – Bang och världshistorien

Roller
- 1990 – Dumhet eller brott

## Teater

### Manus
- 2007 – Diva av Barbro Smeds, Judith Hollander och Kim Anderzon, regi Judith Hollander, Vasateatern[9]

### Regi ej komplett
| År   | Produktion                        | Upphovsmän                                      | Teater                              |
| ---- | --------------------------------- | ----------------------------------------------- | ----------------------------------- |
| 1983 | Lysistrate Λυσιστράτη, Lysistrátē | Aristofanes Översättning Tord Bæckström         | Fredstältet, Gärdet                 |
| 1997 | Vivagina The Vagina Monologues    | Eve Ensler                                      | Mosebacke Etablissement             |
| 2004 | BANG                              | Agneta Wallin Judith Hollander                  | Kulturhuset Stadsteatern Soppteater |
| 2007 | Diva                              | Barbro Smeds, Judith Hollander och Kim Anderzon | Vasateatern                         |
| 2020 | Vasadottern                       | Cecilia Säverman                                | Teater Kaleido/ Ö2 Scenkonst        |
| 2022 | Showbizniz                        | Sara Sommerfeld                                 | Dramaten                            |